# Raising Hope
Raising Hope is een Amerikaanse komische televisieserie uit 2010 van FOX. De reeks gaat over een jongeman die, totaal buiten zijn verwachting om, vader wordt en zijn dochter Hope alleen moet opvoeden, samen met zijn ouders.
De reeks kreeg goede kritieken van Amerikaanse recensenten en behaalt een gemiddelde score van 75 op Metacritic. Daarnaast won de serie diverse awards of werd daarvoor genomineerd. Al na enkele afleveringen bestelde FOX een volledig eerste seizoen van 22 afleveringen. Op 11 januari 2011 kondigde FOX dan aan om ook een tweede seizoen van de reeks te bestellen. Uiteindelijk zijn er 4 seizoenen met 22 afleveringen gemaakt. De bedenker van de serie is Greg Garcia, die eerder bekendheid verwierf met de televisieserie My Name Is Earl. Diverse hoofdpersonages uit die serie keren verschillende keren (in nieuwe rollen) terug in Raising Hope. Ook zijn er diverse andere verwijzingen te vinden, zoals het Earl J. Hickey Memorial Hospital.
In Nederland wordt Raising Hope sinds begin 2020 uitgezonden op Comedy Central.

## Verhaal
James is het enige kind van Virginia en Burt Chance. Zij hebben James op zeer jonge leeftijd gekregen waarna ze hem volledig zelfstandig hebben opgevoed. Inmiddels is James 23 jaar en werkt hij met zijn vader; samen onderhouden ze verschillende tuinen in de buurt.
Op een dag is James op weg naar de nachtwinkel. Opeens ziet hij een meisje uit een tuin spurten, achtervolgd door een boze jongeman. Hij redt haar van de man en daarop volgt een nacht vol passionele seks. Maar de dag erna blijkt dat Lucy een gezochte seriemoordenaar is en dat er een prijs op haar hoofd staat. Ze wordt uitgeleverd aan de politie en komt in de gevangenis terecht. 8 maanden later nodigt Lucy James uit in de gevangenis en dan blijkt dat ze zwanger is van hun kind. Ze is ondertussen ook ter dood veroordeeld en nadat deze is voltrokken, is James de enige voogd van hun dochter Hope.
Samen met zijn moeder, vader en demente overgrootmoeder MawMaw leert James wat het is om een kind op te voeden en waarmee hij allemaal rekening moet houden.

## Rolverdeling
| Acteur           | Rol                  | Beschrijving personage |
| ---------------- | -------------------- | --- |
| Lucas Neff       | James "Jimmy" Chance | James is de vader van Hope en weet niet hoe hij zijn dochter moet opvoeden. |
| Martha Plimpton  | Virginia Chance      | Virginia is Jimmy's moeder en grootmoeder van Hope. Ze heeft Jimmy gekregen toen ze zelf 16 jaar oud was en is dus een jonge grootmoeder. Ze werkt als schoonmaakster en neemt ook de verzorging van MawMaw op zich. Haar moeder heeft haar verlaten toen ze 2 jaar oud was en ze is opgevoed door MawMaw. |
| Garret Dillahunt | Burt Chance          | Burt is Jimmy's vader en de grootvader van Hope. Hij heeft een eigen zaak en werkt samen met Jimmy. |
| Shannon Woodward | Sabrina              | Sabrina is een werkneemster in de lokale supermarkt. Jimmy is duidelijk verliefd op haar maar zij heeft al een vriendje. |
| Cloris Leachman  | Maw Maw              | Maw Maw is de bet-overgrootmoeder van Hope en is eigenaar van het huis waar het gezin voor niks inwoont. |